# كريس دوفي (لاعب كرة قدم)
كريس دوفي (بالإنجليزية: Chris Duffy)‏ (21 أكتوبر 1918 في المملكة المتحدة - 1978) هو لاعب كرة قدم بريطاني (وحمل سابقاً جنسية المملكة المتحدة لبريطانيا العظمى وأيرلندا) في مركز جناح ‏. لعب مع تشارلتون أثلتيك وLeith Athletic F.C. ‏.